# Leontodon filii
Leontodon filii — вид трав'янистих рослин з родини айстрові (Asteraceae), ендемік Азорських островів.

## Опис
Багаторічна трав'яна рослина, до 20 см заввишки, має більш-менш еліптичні листки, зубчасті й волохаті, й від одного до п'яти жовтих квітів на розгалуженому стеблі.

## Поширення
Ендемік Азорських островів (о. Піку, Фаял, Флорес, Сан-Жорже, Сан-Мігель, Терсейра).
Пов'язаний з лавровим лісом, любить вологі, відкриті місця, частий на трав'янистій місцевості, як правило, вище 600 м, нижче на Флорес.